# Amigo (film)
Pour les articles homonymes, voir Amigo.
Pour plus de détails, voir Fiche technique et Distribution.
Amigo est un film américain réalisé par John Sayles, sorti en 2010.

## Synopsis
Le film suit Rafael Dacanay, capitaine du barangay fictionnel de San Isidro, pendant la guerre américano-philippine.

## Fiche technique
- Titre : Amigo
- Réalisation : John Sayles
- Scénario : John Sayles d'après son roman A Moment in the Sun
- Musique : Mason Daring
- Photographie : Lee Meily
- Montage : John Sayles
- Production : Maggie Renzi
- Société de production : Anarchist's Convention Films et Pinoy Pictures
- Pays :  États-Unis et  Philippines
- Genre : Drame et guerre
- Durée : 124 minutes
- Dates de sortie : 
  -  Philippines : 14 juillet 2010 (festival) Cínemalayà
  -  États-Unis : 19 août 2011

## Distribution
- Joel Torre : Rafael
- Chris Cooper : le colonel Hardacre
- Garret Dillahunt : le lieutenant Compton
- Dane DeHaan : Gil
- DJ Qualls : Zeke
- Yul Vazquez : le père Hidalgo
- Arthur Acuña : Locsin
- Irma Adlawan : Josefa
- John Arcilla : Nenong
- Merlin Bonning : Creighton
- Hoffman Cheng : Chop-Chop
- Reymart Colestines : Malpulgas
- Ermie Concepcion : Dolores
- Miguel Faustmann : le capitaine Narvaez
- Brian Lee Franklin : Lynch
- Joe Gruta : Hilario
- J.P. Jagunos : Eloy
- Ronnie Lazaro : Simon
- Rio Locsin : Corazon
- Diana Malahay : Trinidad
- Raul Manikan : Felix
- Spanky Manikan : Tuba Joe
- Pen Medina : Albay
- James Obenza : Joaquinito
- Jemi Paretas : Zuñiga
- James Parks : le sergent Runnels
- Bodjie Pascua : Sixto
- Lady Jane Rellita : Azalea
- Stephen Monroe Taylor : Bates

## Accueil
Le film a reçu un accueil favorable de la critique. Il obtient un score moyen de 63 % sur Metacritic.